# Дед, привет!
«Дед, привет!» (фин. Ilosia aikoja, Mielensäpahoittaja, англ. Happier Times, Grump) — комедия от режиссера Тийны Люми. Главный герой фильма – упрямый старик, созданный финским писателем Туомасом Киро. Его роль в ленте исполнил Хейкки Киннунен. 
На XXIX Неделе финского кино в Санкт-Петербурге картина была представлена под названием «Удачи тебе, Ворчун». 
С 18 августа 2020 года хит финского проката
 станет доступен к просмотру в российских онлайн-кинотеатрах. 

## Сюжет
Седина, пузо и скверный характер — всё, что осталось от человека по прозвищу Ворчун на старости лет. Но неожиданно к старику наведывается семнадцатилетняя внучка, нуждающаяся в помощи. Ворчун неохотно пытается разобраться в тайне, из-за которой девушка попала в беду. Несмотря на разницу характеров, им есть чему поучиться друг у друга — ей не помешает немного суровой мудрости деда, а Ворчун получит шанс возродить в себе способность радоваться жизни.

## В ролях
- Хейкки Киннунен — Ворчун
- Сату Туули Карху — София
- Элина Книхтиля — Катри
- Яни Воланен — Пекка
- Иикка Форсс — Хессу
- Мари Перанкоски — Миния
- Сулеви Пелтола —  Колехмайнен
- Янне Реинкаинен — Кивинкинен

## Маркетинг
Локализованный трейлер фильма был опубликован в интернете 3 августа 2020 года. 